# Álvaro García (Fußballspieler, 1984)
Álvaro García, vollständiger Name Álvaro Marcelo García Zaroba (* 13. Januar 1984 in Rocha, Uruguay) ist ein uruguayischer Fußballspieler.

## Verein

### Verein
Der 1,80 Meter große Torwart begann seine Laufbahn 2003 beim seinerzeitigen Zweitligisten Rocha Fútbol Club. Dort kam er mindestens in der Apertura 2003 sechsmal zum Einsatz. Am Ende der Saison stieg sein Verein in die Primera División auf. Nach Gewinn des Torneo Apertura 2005 in der ersten Spielzeit nach Umstellung auf den europäischen Liga-Austragungsmodus und dem nach den beiden Finalniederlagen gegen Nacional, bei denen García jeweils das Tor hütete, knapp verpassten Titel in der uruguayischen Meisterschaft, spielte García noch bis 2007 für den Club im Osten Uruguays. Durch die aufgrund der starken 2005/06er Spielzeit erfolgte Qualifikation für die Copa Libertadores nahm er auch dort mit seinem Verein teil. Als am Ende der Saison 2006/07 der Gang zurück in die Zweitklassigkeit angetreten werden musste, verließ García den Verein und schloss sich River Plate Montevideo an. Über eine Zwischenstation im Norden Uruguays bei Tacuarembó FC in Clausura und Apertura des Jahres 2009 (in der Apertura 2009 sind für ihn sieben Einsätze verzeichnet), führte ihn sein Weg nach San Carlos zum Club Atlético Atenas. Dort bestritt er in der Clausura 2010 15 Ligaspiele.
In Clausura 2011 und Apertura 2012 absolvierte er insgesamt vier Erstligabegegnungen für den paraguayischen Club Tacuary. Zur Saison 2012/13 schloss er sich dem Cerro Largo FC im Nordosten Uruguays an. In der Apertura 2012 lief er lediglich einmal auf, als er in der Partie gegen den Liverpool FC Stammtorhüter Martín Campaña vertrat. Auch wurde er in zwei Spielen der Copa Sudamericana eingesetzt. Ab der Clausura 2013 war er nach Campañas Wechsel zu Defensor neuer Stammtorwart des uruguayischen Klubs und absolvierte in der Saison 2012/13 somit insgesamt je nach Quellenlage 15 oder 16 Erstligaspiele. 2013/14 kamen zehn weitere Erstligaeinsätze für den Verein aus Melo hinzu. Nach dem Abstieg aus der Primera División am Saisonende zog er im August 2014 weiter zum Zweitligisten Rocha FC. Bei seiner zweiten Karrierestation bei den Südosturuguayern lief er in der Apertura 2014 in 14 Zweitligaspielen auf. Im Januar 2015 wechselte er zurück in die höchste uruguayische Spielklasse und setzte seine Karriere mit drei weiteren Erstligaeinsätzen in der Clausura 2015 bei El Tanque Sisley fort. Im Juni 2015 schloss er sich zur Apertura 2015 Deportivo Guastatoya aus Guatemala an. Dort absolvierte er einschließlich seines letzten Einsatzes am 8. Mai 2016 49 Erstligabegegnungen. Sodann setzte er seine Karriere bei Cobán Imperial fort. Bislang (Stand: 3. März 2017) lief er bei dieser Station in 29 Ligaspielen auf.

### Nationalmannschaft
García war mindestens im Juni 2007 Mitglied der von Roland Marcenaro betreuten U-23-Auswahl Uruguays.

### Erfolge
- Torneo Apertura der Saison 2005/06
- Uruguayischer Vizemeister (2005/06)